# Anglès als Països-Baixos

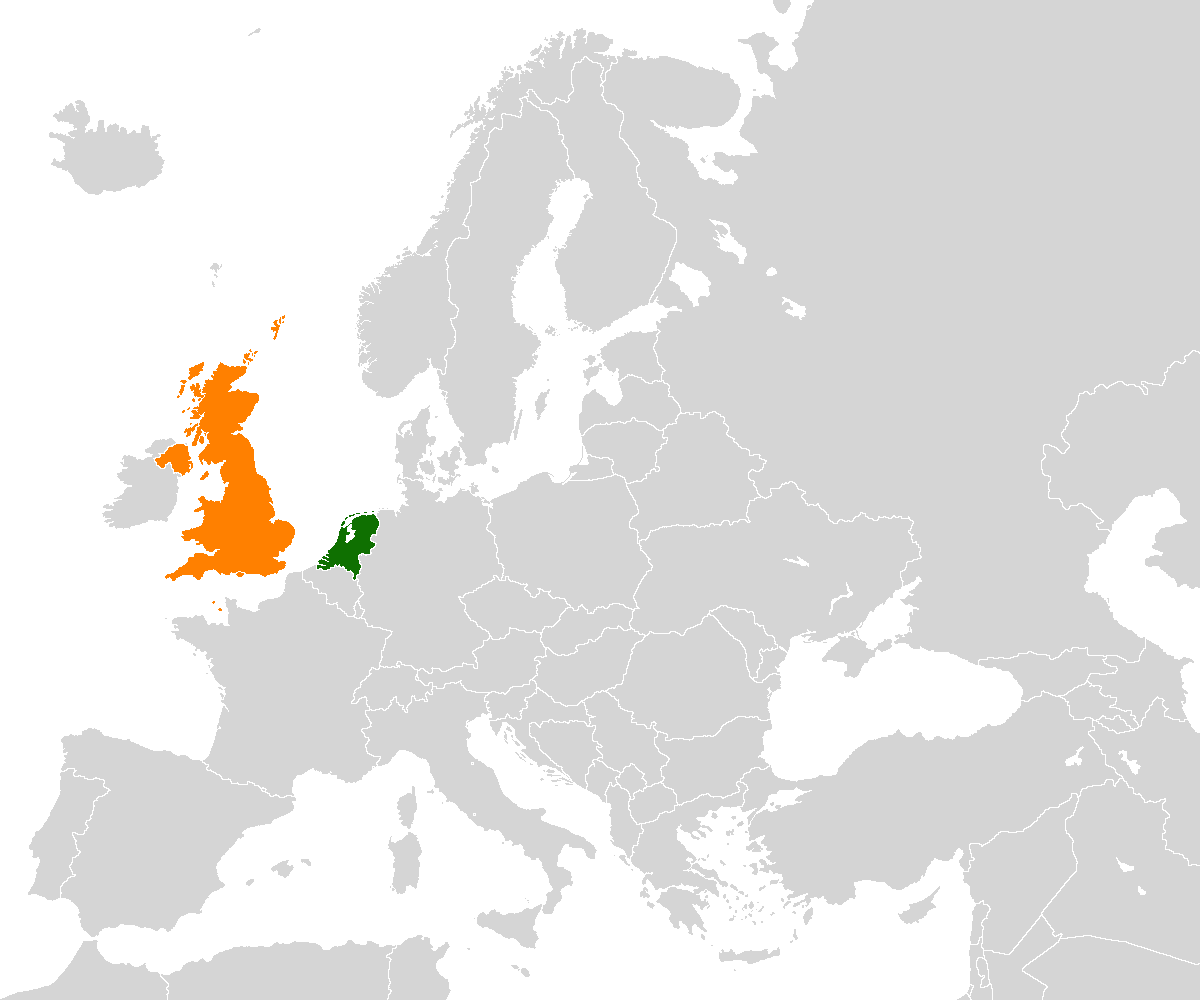
Localització dels Països Baixos.

La llengua anglesa als Països-Baixos es refereix a la utilització de l'anglès als Països Baixos. Alguns sondejos indiquen que 90 % dels neerlandesos es diuen capaços de mantenir una conversa en anglès. Segons certes persones interrogades, la raó d'aquesta forta alça de l'anglès seria deguda a la superfície reduïda del país, dependent de l'exportació internacional, i a la utilització de subtítols en comptes del doblatge en les sèries de televisió.

## Història
A causa de la seva superfície petita i en raó de l'exportació/importació massiva de productes, els Països-Baixos s'han resignat a aprendre altres llengües que la llur (l'anglès, més particularment). Els Països-Baixos van ésser alliberats de l'ocupació alemanya per tropes anglòfones, fet que ha considerablement determinat la importància d'aquesta llengua. Durant els decennis següents, l'anglès va guanyar progressivament importància com a lingua franca i llengua estrangera, al detriment de l'aprenentatge de l'alemany i del francès. Tanmateix, la llengua alemanya s'acosta més de la llengua neerlandesa que l'anglès, i Alemanya és també el soci comercial més important dels Països-Baixos.
Especialment a Amsterdam, els turistes creuen que seria possible de viure als Països-Baixos sense aprendre-hi la llengua. És particularment possible en les ciutats on gràcies als nombrosos programes universitaris proposats en anglès, nombrosos estudiants internacionals viuen als Països-Baixos sense parlar el neerlandès.
Per bé que els neerlandesos tenen un excel·lent coneixement de l'anglès, resta per a ells dificultats a comprendre certs accents (per exemple, l'accent escocès).

## L'anglès a la televisió neerlandesa
Cadenes de televisió de parla anglesa tals com BBC One, BBC Two o americanes (CNN), es poden captar als Països-Baixos. Nombroses sèries en les cadenes neerlandeses també es difonen en anglès, amb subtítols neerlandesos. En canvi els programes anglòfons per a infants normalment són doblats.

## L'holanglès
L'holanglès (dit col·loquialment steenkolenengels en neerlandès, lit. anglès de carbonatge) és una fusió entre l'holandès i l'anglès. La paraula s'empra sovint per a designar els errors comesos pels neerlandesos en una conversa en anglès.

## Formes d'anglofòbia lingüística
L'“anglofòbia lingüística” als Països-Baixos, és una forma de rebuig de la llengua anglesa.
El Engelse ziekte («malaltia anglesa») és un terme pejoratiu que designa l'efecte de la llengua anglesa en la utilització de mots composts a l'escrit en neerlandès.